# 反ICERD大集會
反ICERD大集會，亦稱812大集會、812主權集會，是馬來西亞多個馬來穆斯林非政府組織在巫統與伊斯蘭黨的支持下於2018年12月8日在吉隆坡獨立廣場舉辦的集會，集會的最初目的為反對馬來西亞政府簽署聯合國《消除一切形式種族歧視國際公約》（英語：Convention on the Elimination of All Forms of Racial Discrimination, ICERD）。雖然政府隨後承諾不簽署該公約，主辦方仍如期舉行集會，唯更改集會形式與目的，“感謝政府不簽署公約”之餘也“慶祝人民成功促使政府放棄簽署公約”。
集會主辦方向警方作出申請後獲准舉行集會，是警方首次批准類似大集會的進行，此集會亦是馬來西亞首次政黨輪替、希盟政府上台後的首場大型社會運動。警方允許該集會於12月8日下午2時至6時於吉隆坡獨立廣場一帶舉行，也決定封鎖周圍的6條道路，讓路該集會。集會最終和平結束，現場並無發生任何騷亂事件，警方亦無逮捕任何違法人士。主辦方聲稱至少50萬人出席集會，警方則估計大約5萬5千人出席集會，而網絡媒體《當今大馬》則預估當天共有8萬人出席。

## 公約概況

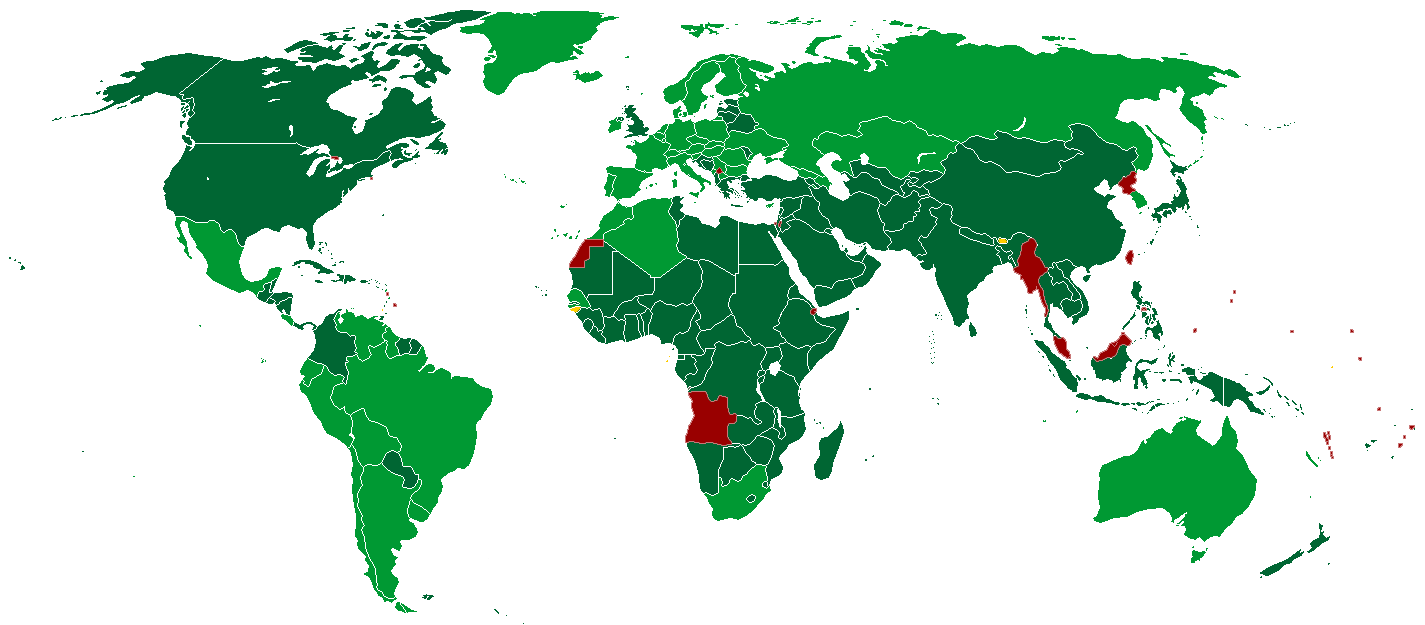
消除一切形式種族歧視國際公約的參與國:
承認第14條效力的簽約國
不承認第14條效力的簽約國
簽署但未批准
未簽署也未批准

《消除一切形式種族歧視國際公約》是於1969年1月4日生效的一項聯合國公約，要求締約國消除種族歧視和促進所有種族之間的理解。該公約也要求各國以法律禁止仇恨言論，並以刑事手段懲治種族主義組織。
197個聯合國成員國當中，179國已經簽署與批准此公約（signed and ratified），4國已經簽署唯仍未批准（signed but not ratified），剩餘14國則未簽署此公約，包括緬甸、北朝鮮與南蘇丹等國皆未簽署。57個伊斯蘭合作組織會員國當中只有馬來西亞與汶萊是仍未簽署，其他國家如阿拉伯國家聯盟的22個成員國、伊朗、印尼等則早已簽署此公約。38個奉行君主制度的國家中，也只剩馬來西亞與汶萊兩國未簽署ICERD。
無論如何，公約允許締約國對公約的特定條例存有保留，前提是這樣做不會與“公約的目的與宗旨背道而馳”（as long as they are not "incompatible with the object and purpose" of the treaty）。美國雖簽署了公約，但不承認公約中的其中一項條例，即要求締約國懲治發表仇恨言論的人士或組織。不僅如此，多個國家包括中華人民共和國、印度及泰國皆不接受公約其中一條條款，即允許國內有關公約的爭議被帶上國際法院解決。2017年11月才批准公約的新加坡則保留了該國對外籍勞工實施該國政策的權利，“以促進多元文化社會的團結與凝聚力”。多個伊斯蘭國雖批准公約，卻強調不會承認以色列，也不會與以色列建立外交關係。沙地阿拉伯簽署公約後，只執行不與伊斯蘭法有衝突的條款。另外，湯加與斐濟則保留了土著保留地。

## 事件背景

### 政府稱將簽署公約
希望聯盟在2018年大選的競選宣言中納入了“確保馬來西亞擁有受尊重的人權紀錄”一項，並承諾將簽署一些“適當的”聯合國公約。
马来西亚首相马哈迪·莫哈末在2018年9月下旬於聯合國發表演講時稱馬來西亞“支持聯合國原則，將允諾與核准人權協議”，其後首相署部長瓦達穆迪則稱政府有意在2019年第一季度簽署《消除一切形式種族歧視國際公約》，隨即在馬來西亞國內引發軒然大波。

### 民間反對聲浪湧現
政府公佈決定後，馬來穆斯林社群出現顯著聲音反對簽署公約，反對理由包括簽署公約讓政府有機會廢除土著（馬來人與原住民）的特別權力，及腐蝕伊斯蘭的神聖性，並影響伊斯蘭教作為聯邦宗教的地位。
前馬來西亞青年及體育部部長、也是前巫統青年團團長的凯里首先在國會質疑簽署公約有可能違憲，影響馬來西亞憲法中保護馬來人與土著權利的第153條文。對此，捍衛自由律師團顧問蘇仁登稱凱里錯誤詮釋，並指出馬來西亞可以對與聯邦憲法153條文相抵觸的《消除一切形式種族歧視國際公約》第2.2條提出保留。
10月31日，約百名穆斯林非政府組織成員在國會前抬棺抗議，並呼籲馬來穆斯林團結一致，拒絕任何威脅種族與宗教主權的舉措。他們隨後也獲伊斯蘭黨主席哈迪阿旺與該黨其他高層所接待，陪同進入國會提呈備忘錄給政府。
前馬來西亞聯邦法院首席大法官阿都哈密亦在《馬來西亞前鋒報》發表社論，表示一旦政府簽署公約，聯邦憲法第153條文將被迫廢除。此說法遭首相署部長瓦達穆迪駁斥，他強調簽署公約是希望聯盟的競選宣言之一，且並不會對153條文有任何影響。
而後，巫統主席阿末扎希也稱該黨反對政府簽署公約，更措辭強烈表示“任何一方欲簽署公約，必須先跨過巫統黨員的屍體”。11月5日，巫統青年團與伊斯蘭黨青年團發起集會，約千人在占美清真寺站集合後從該處遊行至十合廣場（SOGO），表達反對政府簽署的心聲。伊斯蘭黨主席哈迪阿旺則放話警告政府不要“濫用國會權力簽署‘欺壓’伊斯蘭和土著的《消除一切形式種族歧視國際公約》”，否則將動員上萬人上街示威。
11月15日，馬六甲州議會反對黨領袖——來自國陣巫統的前馬六甲州首長依德利斯哈倫提出辯論的緊急動議，遭議長以“並非緊急課題且課題屬中央政府權限”為由駁回，唯依德利斯仍堅持尋求辯論，並稱若不獲辯論“就一直站著，不會坐下”。議長採取強硬手段將依德利斯逐出議會廳，其他巫統議員也跟隨他離開，以示抗議。11月16日，巫統、伊斯蘭黨及多個非政府組織在吉蘭丹、登嘉樓及彭亨三州多地舉行反對簽署公約集會，主辦單位聲稱多達5000人出席。
11月21日，前馬來西亞首相納吉在臉書發表文告稱，在他任相時期，政府曾兩度研究馬來西亞是否適合簽署《消除一切形式種族歧視國際公約》，結果答案是否定的，因為該公約違反了聯邦憲法與社會契約。他同時敦促希望聯盟政府先擱置簽署的決定，“把每況愈下的經濟搞好”才是當務之急。
11月23日，伊斯蘭黨主席哈迪阿旺在臉書發表聲明，表示其實為“共濟會的秘密議程，意圖破壞馬來西亞的宗教及種族和諧”，並稱公約的真正概念其實缺乏宗教性及人道精神，並且勸告民眾勿受西方影響，因為他們已經“拋棄宗教及道德”。他亦強調馬來西亞憲法已明文規定不能歧視非穆斯林，因此根本沒有簽署的必要。同日，大馬土著權威黨舉辦集會要政府明確表態不簽署，唯僅獲50人捧場。該黨主席、前土著權威組織主席依布拉欣阿里在會上稱將馬來主權導向覆滅，也稱“不簽署大馬不會迎來海嘯滅頂，反而國家若有太多群體才會完了”。
其他曾反對政府簽署公約的政治人物尚包括前馬來西亞旅遊與文化部部長納茲里。國陣掌權的彭亨州亦反對希望聯盟政府簽署，該州州務大臣旺羅斯迪在上帖文時如是表示。馬來西亞各地亦可見多場反對簽署《消除一切形式種族歧視國際公約》的集會舉行。
負責《消除一切形式種族歧視國際公約》課題的首相署部長瓦達姆迪遭多方施壓促請他辭職，其中巫統與伊斯蘭黨指他在處理課題時已經破壞了國民團結，應當引咎辭職。另外，有網民在社會公益請願網站上發起聯署運動，要求瓦達姆迪辭職，共獲得2萬多人支持。

### 內部亦現反對意見
不僅馬來社群出現激烈的反對聲浪，執政的希望聯盟內部也有一部分人士反對政府簽署《消除一切形式種族歧視國際公約》。吉打州州務大臣、也是馬哈迪之子的慕克里就認為並不符合馬來西亞國情，因此反對政府簽署公約。他稱旨在平等少數民族的社會地位，唯在馬來西亞“從主流發展中被邊緣化的卻是佔大多數的族群”，因此沒有必要簽署該公約。人力資源部副部長馬夫茲則指儘管馬來西亞未曾簽署，卻也不曾發生剝削某方或某族的事件，因此應該堅持不簽署的立場。馬來西亞青年及體育部部長、也是土著團結黨青年團（Armada）團長的賽沙迪則表示，若簽署公約會影響憲法，該團將對政府簽署持反對立場。

### 政府態度初見軟化
鑑於民間反抗態度強烈，政府對簽署的態度開始軟化。馬來西亞外交部部長賽夫丁阿都拉首先開腔稱“政府仍需時間探討是否簽署”，並促民眾勿過度反應。他又指政府將簽署的6項聯合國公約中，並非排在最前頭，政府將優先處理國人較容易明白的公約。首相馬哈迪也發表言論指馬來西亞是多元種族國家，各族對一些課題有特定的敏感度，因此要與各族討論後，才能簽署公約。隨後，馬來西亞副首相旺阿茲莎稱內閣仍未討論與批准該公約，首相署副部長法力拉菲克也稱政府將考慮各階層的看法並會深入探討公約內容。其他發表類似言論的尚包括馬來西亞內政部部長慕尤丁、首相署部長慕加希與馬來西亞經濟事務部部長阿兹敏阿里。
11月15日，瓦達姆迪在上議院保證，即使政府簽署，也絕不會廢除聯邦憲法第153條文，也宣布政府將在2019年第一季度舉行諮詢會，“聆聽國內外法律專家與知識分子的看法”。他隨後也稱若簽署公約會涉及修憲事宜，政府將放棄簽署。
11月18日，首相馬哈迪指出，若馬來西亞想要簽署，就需要修改憲法，因此大馬“近乎不可能”簽署該公約。希望聯盟雖在大選中贏得過半席位，唯無法跨過三分二門檻，而反對黨又無支持的跡象，且就連希望聯盟內部也並非所有國會議員皆支持簽署，因此修改憲法的提案幾乎不可能獲通過。

### 打退堂鼓不簽公約
11月23日，首相辦公室發表文告指出，政府將不會簽署《消除一切形式種族歧視國際公約》，亦表明將繼續捍衛聯邦憲法。人民公正黨主席、預計將接棒馬哈迪成為下一任首相的安華表示贊同馬哈迪擱置簽署公約的決定，唯他強調馬來西亞是聯合國成員國，“不能完全反對這份公約”。民主行動黨元老林吉祥則評價事件為建立新馬來西亞征途上的挫折，且強調並無違反憲法，但“有不負責任的人士正企圖煽動和加劇種族和宗教間的仇恨，從而引發另一個五一三事件”。
對此，前馬來西亞青年及體育部部長凱里指首相馬哈迪在聯合國大會上承諾將簽署《消除一切形式種族歧視國際公約》，現在卻調整立場，顯然是外交上的大失誤，外交部部長賽夫丁阿都拉應當引咎辭職。
國民陣線成員黨馬華公會、已退出國陣的馬來西亞民政運動黨、非政府組織人民之聲、華文教育組織董教總皆對政府放棄簽署表示失望。

## 集會舉行前
11月18日，巫統主席阿末扎希在巴西沙叻舉行的“穆斯林團結集會”上表示巫統與伊斯蘭黨將在12月8日於吉隆坡舉行反簽署集會，同時警告政府勿把警告當兒戲，否則馬來人將“發狂”。
在政府宣布不簽署公約後，伊斯蘭黨署理主席端依布拉欣表示歡迎政府的決定，但是由該黨與巫統號召馬來穆斯林參與的反大集會將如期進行，不過集會性質將從抗議大會改為“勝利與感恩集會”。集會主辦方之一的捍衛穆斯林社群運動（UMMAH）也表示集會將照樣進行，“以慶祝人民成功迫使政府放棄簽署”。
吉蘭丹州宗教司、霹靂州宗教司、檳城宗教司及一些伊斯蘭團體皆認為沒有必要舉行反集會，吉蘭丹州副州務大臣兼伊斯蘭黨副主席莫哈末阿瑪回應稱尊重每個人的看法，同時估計將有100萬人赴會。伊斯蘭黨亦兩次發函呼籲所有黨員和支持者出席集會。另外，伊斯蘭黨掌權的吉蘭丹州政府亦宣布集會後一天、即12月9日列為事假（cuti perisitiwa），以“鼓勵州民踴躍參與集會、也讓他們擁有更充裕的時間返回該州”。
11月28日，巫統總秘書安努亞慕沙透露，警方已經主動召集反大集會的主辦方，唯仍未正式批准集會舉行。其後，巫統青年團表示將派遣律師到場監督，確保當天執法人員沒有濫權。巫統國會議員達祖丁·阿都拉曼預料集會將有50萬人出席。前總檢察長莫哈末阿班迪阿里則表示將通過本身的律師樓為集會提供免費法律援助。
12月3及4日，吉隆坡市政局與警方先後宣布將批准集會舉行。為了應付該場集會，市政局亦宣布將於12月8日集會當天關閉兩棟位處集會地點的市政局大廈，警方也宣布封鎖六條要道讓路集會舉行。
12月5日，主辦方聲稱前首相納吉將會出席集會，首相馬哈迪及公正黨主席安華也“受邀出席”。此外，社交媒體如亦開始廣傳雪蘭莪蘇丹蘇丹沙拉弗丁及柔佛蘇丹蘇丹依布拉欣·依斯邁將出席集會的假消息，雪柔蘇丹皆急速闢謠，駁斥傳言。
另一邊廂，馬來西亞內政部部長慕尤丁則發文告表示，基於政府已經放棄簽署公約，反對者已無需進行集會。人民公正黨主席安華也強調在政府放棄簽署後，巫統和伊斯蘭黨仍以簽署公約將挑動馬來人的情緒為由堅持舉行集會，“顯然是不合理的理由”。集會進行前夕，首相馬哈迪在臉書發布短片，稱雖然自己認為無必要集會，但政府“基於民主原則而不阻攔集會進行”。希望聯盟其中三個成員黨，即誠信黨、人民公正黨及土著團結黨也沒有阻止黨員出席該集會。
12月8日當天，位於獨立廣場10公里外的八打靈再也東區廣場原定配合國際人權日舉辦人權集會，首相馬哈迪也預定將到場發表演說。然而，警方以擔心安全問題為由，勸告馬來西亞人權委員會將集會延遲一天，該委員會也同意聽從警方勸告，推遲活動。

## 集會進程

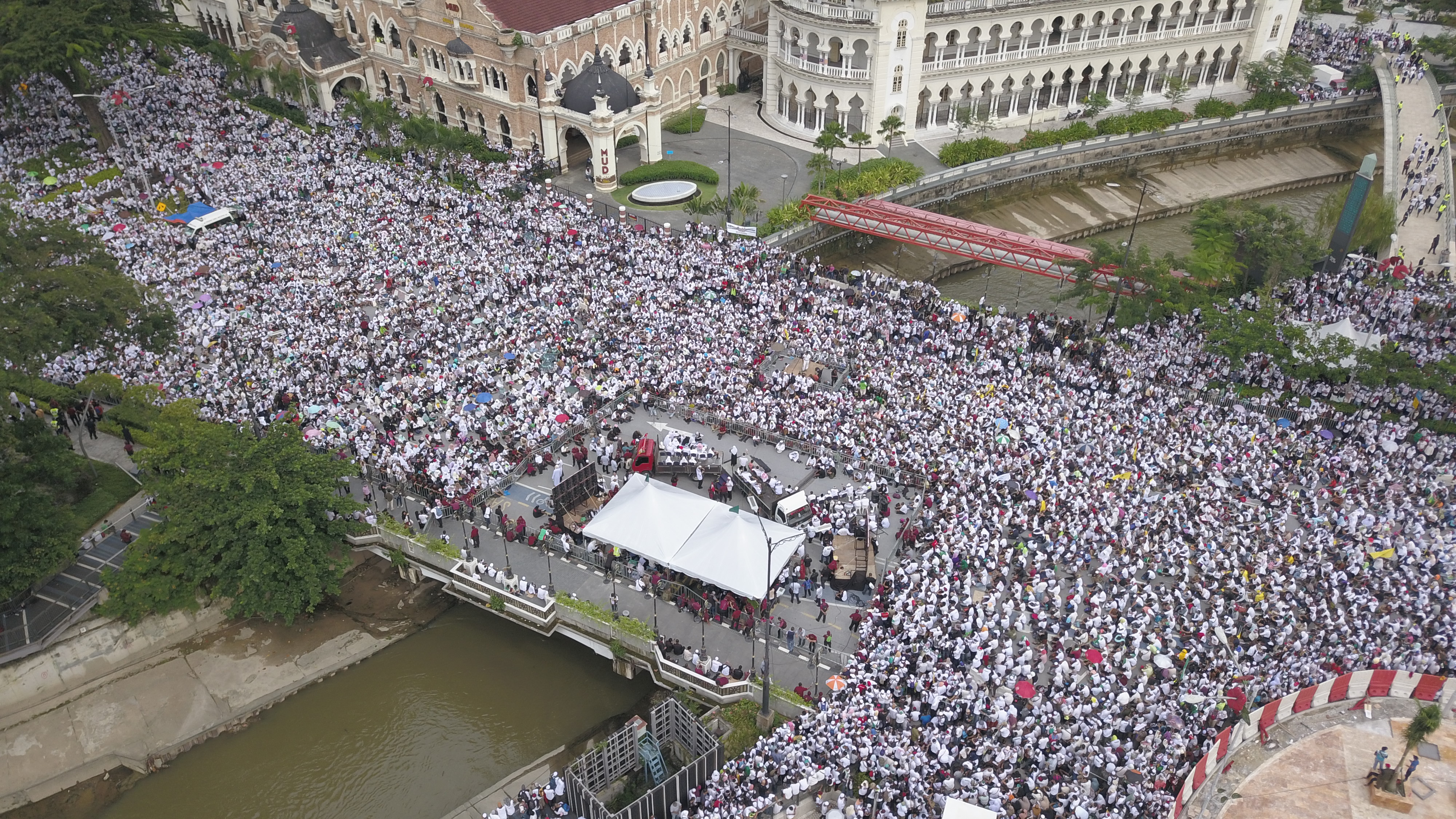
集会鸟瞰图

12月8日清早，參與集會的民眾開始在獨立廣場附近集合，集合地點包括了十合廣場（SOGO）、占美清真寺、聯邦直轄區清真寺及國家回教堂。馬來西亞伊斯蘭大學生聯盟主席法益祖丁（Muhammad Faizuddin Mohd Zai）稱約有5000名大學生將參與此次集會，因為他們不滿政府處理大學生拖欠高等教育基金課題的方式。媒體也報導集會現場周圍的多家商店皆閉門休業一天，原因包括封路影響客源、保障員工及顧客安全等。當地80%的華人商店選擇在當日休業。
9時30分，全國總警長弗茲表示吉隆坡各地的集會者人數已經達到5000人。
10時30分，300名馬來武術師從直轄區清真寺出發，遊行至2公里外的國家皇宮以提呈反對的備忘錄。11時30分，隊伍抵達國家皇宮三號門，備忘錄獲國家皇宮代表接領。
1時15分，集會者在各自聚集的地點席地進行晌禮。
約下午2時，巫統主席阿末扎希、署理主席莫哈末哈山、副主席馬哈基爾卡立、前首相納吉、伊斯蘭黨主席哈迪阿旺陸續抵達集會現場。2時05分，主辦方聲稱集會人數達到30萬人。
下午2時30分，警方估計現場集會人數大約有五萬人。下午4時半，吉隆坡總警長瑪茲蘭估計集會人數達五萬五千人。網絡媒體《當今大馬》估計高峰時期集會者多達八萬人。阿末扎希則在致辭時聲稱現場共有50萬人出席集會。
3時10分，主辦方向出席者募款。他們聲稱有草皮及花圃遭踩踏，籌款所得將用來向吉隆坡市政局償還罰款。
4時45分，天空開始下起連綿細雨。伊斯蘭黨長老會秘書聶扎瓦威帶領群眾祈禱，冀望希望聯盟政府“早日下台”，同時也祈願在第十四屆大選中投票予希望聯盟的年輕選民能夠“走回正路”（kembali ke pangkal jalan）。4時52分，主辦方宣布集會結束，比起預定的下午6時早了一個小時。
巫統國會議員達祖丁·阿都拉曼致辭時批評聯合國不理解馬來西亞的土著和伊斯蘭課題，因此大馬不應簽署。他也稱馬來西亞的獨立“被聯合國和褻瀆”，更情緒激昂高喊要“聯合國下地獄”（Go to hell United Nation）。伊斯蘭黨署理主席端依布拉欣演講時則矢言捍衛伊斯蘭教作為官方宗教的地位，同時警告他國“勿干預大馬內政”。主辦方亦宣稱往後將巡迴馬來西亞各地舉辦更多集會。

## 集會後續
集會和平結束後，吉隆坡總警長瑪茲蘭稱當天一切順利，並無發生任何不愉快的事件，同時讚揚集會者自發清理垃圾的行為。鑑於有集會者攜帶孩童出席集會，違反了《2012年和平集會法令》，瑪茲蘭也稱將會傳召集會主辦方錄取口供。馬來西亞內政部部長慕尤丁則發文告祝賀警方、吉隆坡市政局與其他政府機構成功確保集會順利舉行，同時感謝集會主辦方與集會者給予合作，讓集會圓滿結束。
集會落幕後，一名部落客在推特發布一段影片，指首相馬哈迪駕車環繞吉隆坡，視察“集會後吉隆坡市的情況”。馬哈迪也稱不簽署是正確的決定，並語帶詼諧“感謝出席集會的100萬名民眾”。
12月9日，民主行動黨元老林吉祥發表社論，稱集會對新馬來西亞而言是一場勝利，集會成功舉行顯示政府尊重人民發聲與和平集會的權利。然而，集會對希望聯盟政府而言卻是一大挫敗，因為正是政府處理課題不力，才會讓這場集會因應而生。
12月11日，國陣掌權的玻璃市州議會通過反《消除一切形式種族歧視國際公約》動議，並要求希望聯盟政府承諾“不重提簽署課題”。12月17日，森美蘭州議會內隸屬國陣的反對黨州議員提呈動議要求希望聯盟州政府對議題闡明立場，遭議長以“中央政府已經表明立場”為由駁回動議，反對黨議員則集體離席作為抗議。

## 爭議事件
集會當日早上11時30分，幾位身穿白衣的人士在捷運雙溪毛糯－加影線上高呼“反對”和“伊斯蘭長存”（Hidup Islam），亦在列車上高唱國歌。亦有參與集會的男士搭乘KTM通勤鐵路時霸占女性專屬車廂。
集會進行前一天，新加坡政府發布文告指吉隆坡將舉行大型集會，有可能會發生零星衝突事件，勸諭新加坡公民若非必要，否則應當推遲前往吉隆坡的行程。由於正值馬來西亞與新加坡爆發海域、空域爭端時期，有政治分析家就認為，這罕見的旅遊警告“很難不和該爭議扯上關係”。
集會當天，馬哈迪的孫女賽琳娜在上發布限時動態，以一張集會鳥瞰圖作背景，並加上“極度失望”、“2020年宏願因你們而無法達成”等字眼，公開批評集會者。對此，馬哈迪表示孫女享有言論自由，不願多置評。